# NGC 48
NGC 48 é uma galáxia espiral barrada (SBbc) localizada na direcção da constelação de Andromeda. Possui uma declinação de +48° 14' 06" e uma ascensão recta de 0 horas, 14 minutos e 02,1 segundos.
A galáxia NGC 48 foi descoberta em 7 de Setembro de 1885 por Lewis A. Swift.